# Шабад, Леон Манусович
Лео́н Ма́нусович Шаба́д (6 января 1902, Минск — 29 августа 1982, Москва) — советский учёный-онколог, один из создателей экспериментальной онкологии в СССР. Профессор (1938), академик АМН СССР (1962).

## Биография
Леон (Лев) Манусович Шабад родился в Минске 6 (19) января 1902 года в семье купца Мануса Иоселевича (Иосифовича) Шабада. Племянник врача и общественного деятеля Цемаха Шабада. Мать: Шабад Фрида Львовна. Женат. Супруга: Штессель Татьяна Абрамовна. Дети: Александр.
Место учёбы: В 1919 году окончил 2 мужскую гимназию, три курса в Екатеринославском медицинском институте, с 1922 года учился в Первом Ленинградском медицинском институте, после окончания которого в 1924 году оставлен в аспирантуре при кафедре патологической анатомии, руководимой проф. Г.В.Шором; в 1929 году защита диссертации на степень ученого специалиста (вместо отмененной в то время степени доктора медицины), посвященной экспериментальным опухолям легких, и на основании защиты по совокупности работ ему в 1935 году присуждена ученая степень доктора медицинских наук.
Место работы: с 1924 года — кафедра патологической анатомии Первого Ленинградского медицинского института. С 1935 года — заведующий лабораторией экспериментальной онкологии ВИЭМ в Ленинграде, заведующий кафедрой патологической анатомии 2-го Ленинградского медицинского института (1938—1941), начальник лаборатории экспериментальной онкологии в Институте морфологии человека АМН СССР г. Москва (1945—1952), в НИИ онкологии АМН СССР в Ленинграде (1952—1958); с 1958 по 1980 годы — заведующий отдела по изучению канцерогенных агентов и зав. лаборатории профилактики канцерогенных воздействий НИИ экспериментальной и клинической онкологии АМН СССР.
Область научных интересов: Патологическая анатомия боевой травмы, вопросы возникновения раковых опухолей, экспериментально-морфологические исследования генеза опухолей различных тканей и органов, изучение химического канцерогенеза, предрака, профилактики злокачественных опухолей. 
Л. М. Шабад — один из основоположников и создателей отечественной экспериментальной и профилактической онкологии; пионер в области изучения канцерогенных веществ; создатель учения о предраке и школы онкологов-экспериментаторов; одним из направлений его работы является изучение предраковых новообразований у человека, другое направление — исследование бластомогенных факторов в окружающей человека среде; им выдвинута концепция циркуляции канцерогенов в окружающей человека среде, а изучение этой циркуляции открыло новые возможности для проведения ряда профилактических мероприятий, и разработана морфологическая классификация форм предраковых изменения у животных и человека, описано развитие опухолей у потомства животных при воздействии на них онкогенных веществ; по его инициативе в 1957 году организована Комиссия по канцерогенным веществам при Главной государственной санитарной инспекции СССР, задачей которой была координация научно-исследовательской деятельности и разработка практических мероприятий по профилактике действия канцерогенных веществ на организм человека.  
Девиз (кредо): "Надо от себя и от своих близких требовать столько,сколько нельзя сделать. Только тогда сделаешь все, на что ты способен".  
Отличительная черта: Прирожденный наставник, был четок, упорен, в высшей степени тактичен, и в то же время исключительно настойчив, владел французским, немецким и английским языками.  
Интересы, хобби: Любил вести ежедневники, которые были образцом пунктуальности и четкости, занимался стихосложением и писал прозу.  
Скончался 29 августа 1982 года в г.Москве на 81-м году жизни от инсульта. Похоронен в Москве на Кунцевском кладбище.

## Награды и премии
- Орден Ленина;
- Орден «Знак Почёта»;
- медали;
- Международная премия ООН «За выдающуюся исследовательскую работу по изучению причин рака и борьбу с ним» (1962).

## Труды
Л. М. Шабад — автор около 400 научных работ, включая восемь монографий.
- Шабад Л.М. Очерки экспериментальной онкологии. М., 1947.
- Шабад Л.М. Предрак в экспериментально-морфологическом аспекте. М., 1967.
- Шабад Л.М. Эндогенные бластомогенные вещества. М., 1969.
- Шабад Л.М. Методы изучения бластомогенности химических веществ. М., 1970.
- Шабад Л.М. О циркуляции канцерогенов в окружающей среде. М., 1973.
- Шабад Л.М. Трансплацентарный бластомогенез и органные культуры. М., 1975.
- Шабад Л.М. Эволюция концепций бластомогенеза. М., 1979.
- Шабад Л.М. Мои учителя и ученики. Алма-Ата, 1990.